# Panagiōtīs Trivoulidīs
Panagiōtīs Trivoulidīs (in greco Παναγιώτης Τριβουλίδης?; 1878) è stato un tiratore di fune greco.

## Biografia
Ha partecipato ai giochi olimpici di Atene di 1906, dove ha vinto la medaglia d'argento nel tiro alla fune con la squadra greca del Omas Helliniki P. S., perdendo nella finale con la squadra tedesca.

## Palmarès
In carriera ha conseguito i seguenti risultati:
- Giochi olimpici

Atene 1906: argento nel tiro alla fune.